# Karl Eduard von Eichwald
Karl Eduard von Eichwald est un naturaliste allemand de la Baltique, sujet de l'Empire russe, né le 16 juillet 1795 à Mitau et mort le 22 novembre 1876 à Saint-Pétersbourg.

## Biographie
Il est le fils de Johann Christian von Eichwald et de Charlotte Elisabeth, née Louis. Il entre à l’université de Berlin en 1814 et obtient son titre de docteur en médecine à Wilna en 1819. Il est maître-assistant à de zoologie, de paléontologie et géologie à Dorpat en 1821, puis professeur de zoologie et de médecine à Kazan en 1823.
En 1825, il se marie avec Sophie von Fincke. En 1827, il devient professeur à l’université de Wilna, et de 1838 à 1851 à l’école de médecine et de chirurgie de Saint-Pétersbourg. Il enseigne également la paléontologie et la minéralogie à l’école du génie.
Eichwald explore de nombreuses régions de la Russie et s’intéresse à la géologie et la botanique, ainsi qu'à l’archéologie et à l’ethnologie.

## Publications
Il est notamment l’auteur de:
- Zoologia specialis quam expoditis animalibus tum vivis, tum fossilibus Rossiae in universum et Poloniae in specie (3 volumes, 1829-1831),
- Naturhistorische Skizze von Lithauen, Volhynien und Podolien (1830),
- Plantarum novarum vel minus cognitarum quas in itinere Caspio-Caucasico… (1831-1833),
- Reise auf dem Caspischen Meere und in der Caucasus (2 volumes, 1834-1838),
- Sur le système silurien de l’Estonie (1840),
- Le Monde primitif de la Russie (1840 in Bull. Soc. Imp. Nat. Mosc. T. XII, Moscou),
- Die Urwelt Russlands (4 volumes, 1840-1847),
- Fauna caspico-caucasica (1841),
- Lethaea Rossica ou Paléontologie de la Russie (1853-1868).